# Władysław Chreptowicz
Władysław Chreptowicz Bohuryński herbu Odrowąż – stolnik kijowski w latach 1648–1649.
W 1661 roku otrzymał ze skarbu francuskiego 6000 liwrów.